# Giuseppe Smorto

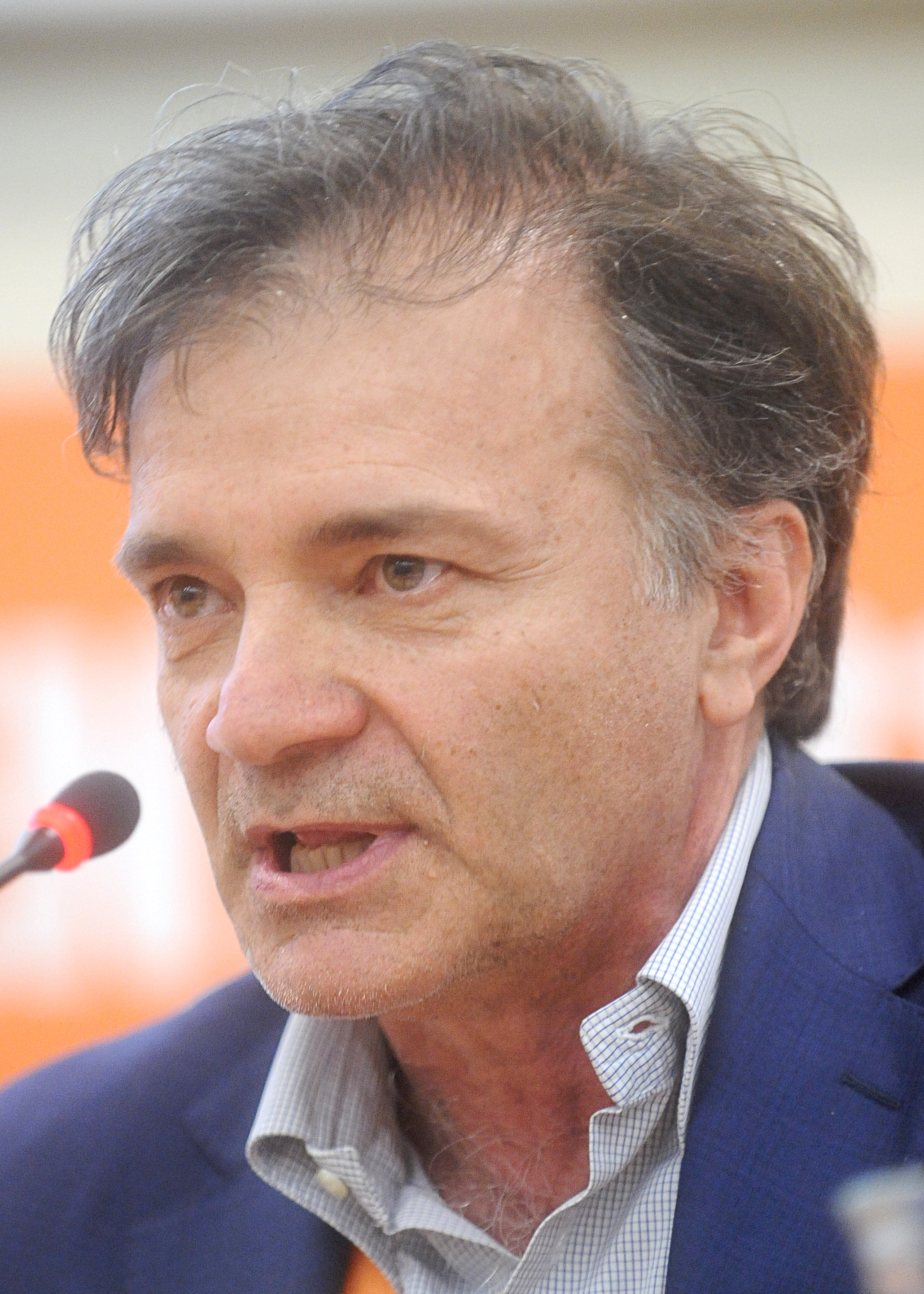
Giuseppe Smorto al Festival dell'Economia di Trento nel 2018

Giuseppe Smorto (Reggio Calabria, 10 luglio 1957) è un giornalista e scrittore italiano, vicedirettore della Repubblica dal 2016 al 2019.

## Biografia
Giornalista professionista dal 1983, è entrato a la Repubblica con una borsa Fieg-Fnsi. Tranne una parentesi di tre anni da condirettore di Tuttosport è sempre rimasto al quotidiano fondato da Eugenio Scalfari, ricoprendo anche il ruolo di caporedattore dello sport, del Venerdì e capocronista alla redazione di Torino, dove ha dato una forte spinta alle vendite.
Dal 2003 al 2016 ha diretto Repubblica.it, che ha portato ad essere primo sito di informazione in Italia.. Ha vinto premi giornalistici come il "Saint Vincent" (2005, per il sito di Repubblica) e il "Biagio Agnes" (2012).
Il Comune di Reggio Calabria gli ha consegnato nel 2016 il San Giorgio d'Oro.
Nel febbraio 2016 il direttore Mario Calabresi lo ha nominato vicedirettore e gli ha affidato la delega all'integrazione delle piattaforme cartacea e digitale, incarico che ha mantenuto fino al 31 dicembre del 2019. Dal primo gennaio 2020 è in pensione, ma continua a collaborare con il quotidiano. Ha curato i libri "Il Mondo di Gianni Mura" e "Gianni Mura e i racconti della bicicletta", due antologie di articoli firmati dal grande giornalista, scomparso il 21 marzo 2020.
Nel maggio 2021 ha pubblicato per Zolfo Editore il libro: “A sud del Sud. Viaggio dentro la Calabria fra diavoli e resistenti”.
Nel settembre 2021 ha vinto la prima edizione del Premio Oxfam “Raccontare la disuguaglianza”, con un reportage sulla Sanità in Calabria, pubblicato dal Venerdì di Repubblica.
Nell'ottobre del 2021 ha vinto il Premio Letterario "Rhegium Julii" nella sezione giornalismo con il libro-inchiesta "A sud del Sud".
Nel 2022 ha scritto “La terra dei Bronzi”, un volume del Touring Club Italiano dedicato alla provincia di Reggio Calabria. Sempre nel 2022 ha curato per “OnePodcast” la serie “Dimmi chi era Gianni Brera”.
Da dicembre 2022 è diventato direttore responsabile di Sallo!, app di newstainment basata su video brevi e contenuti a largo spettro, dalle news alle passioni. A fine maggio 2023 ha lasciato l’incarico, in accordo con l’Editore Aladino Srl.
Nel giugno 2023 ha pubblicato il libro: "La Via Marina di Reggio Calabria, la luce del blu, racconti e visioni" edito da Città del Sole.
È fra gli autori della sceneggiatura del docufilm "Semidei" prodotto da Palomar e dedicato ai Bronzi di Riace, presentato alla Mostra del Cinema di Venezia edizione 2023.
Giuseppe Smorto continua a lavorare nel mondo dei giornali ed è attualmente consulente editoriale per il Quotidiano del Sud.

## Premi e riconoscimenti
- Premio Biagio Agnes, 2012;
- San Giorgio d'Oro, 2016;
- Premio Oxfam, 2021;
- Premio Rhegium Julii, 2021;

## Opere
- Giuseppe Smorto, A sud del Sud, Le storie, Milano, Zolfo Editore, 2021.
- Gianni Mura, Il mondo di Gianni Mura, a cura di Giuseppe Smorto e Angelo Carotenuto, Roma, GEDI Gruppo Editoriale, 2021.
- Gianni Mura, Gianni Mura e i racconti della bicicletta, a cura di Giuseppe Smorto, Roma, GEDI Gruppo Editoriale, 2021.
- Giuseppe Smorto e Marco Costantino, Via Marina di Reggio Calabria. La luce del blu, racconti e visioni, Reggio Calabria, Città del Sole Edizioni, 2023.